# Lodewijk Dosfel

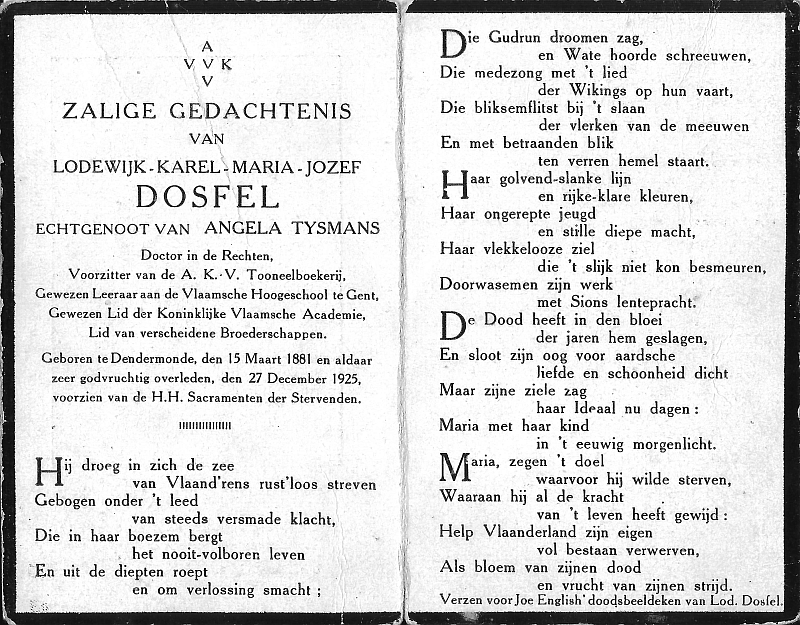
Bidprentje Lodewijk Dosfel

Lodewijk Dosfel (Dendermonde, 15 maart 1881 – aldaar, 27 december 1925) was een Vlaams rechtsgeleerde en letterkundige.

## Biografie
Sinds zijn collegetijd was hij Vlaamsgezind en actief in de Vlaamse studentenbeweging. Hij dweepte met de dichters Albrecht Rodenbach en Cyriel Verschaeve, die later een goede vriend werd. Hij publiceerde zelf ook een aantal gedichten onder het pseudoniem Godfried Hermans.
Dosfel ging wijsbegeerte studeren in Namen en daarna Rechten in Leuven. Hierna was Dosfel achtereenvolgens advocaat, vrederechter en ambtenaar. Hij bleef ondertussen werkzaam in de Vlaamse Beweging en ijverde voor de vervlaamsing van het Gerecht en het hoger onderwijs. Daarnaast was hij de bezieler van het culturele tijdschrift Jong Dietschland (1898-1914) (niet te verwarren met het na zijn dood opgerichte Jong Dietschland (1927-1934) van Cyriel Verschaeve.
Tijdens de Eerste Wereldoorlog werd Dosfel een leerstoel aangeboden aan de vervlaamste Universiteit van Gent. Deze "vervlaamsing" kwam tot stand met de steun van de Duitse bezettingsmacht, omdat de Belgische overheid steeds geweigerd had een Nederlandstalige universiteit in te richten. Na lang geaarzeld te hebben besloot hij het professorambt te aanvaarden. Volgens Dosfel mocht de Vlaamse universiteit niet beschouwd worden als een gunst van Duitsland maar als een fundamenteel recht waar het Vlaamse volk tot dan toe van verstoken bleef. Verder hield hij zich afzijdig van het Activisme en weigerde lid te worden van de Raad van Vlaanderen. Hoewel hij een principeel voorstander was van de "bestuurlijke scheiding" van België achtte hij het tijdstip en de omstandigheden hiervoor ongunstig.
Op het einde van de oorlog besloot Dosfel niet uit te wijken omdat hij van mening was dat men hem niets onwettelijks kon verwijten. Enkele dagen na de bevrijding werd hij gearresteerd en in de gevangenis opgesloten. Hij werd door het Assisenhof van Gent tot tien jaar hechtenis veroordeeld maar kwam reeds in december 1920 vrij wegens ernstige gezondheidsproblemen.
Dosfel schreef mee aan het programma van de Frontpartij maar zou uiteindelijk geen lid worden omdat hij zich als diepgelovige katholiek niet kon vinden in het Godsvredestandpunt. Bijgevolg schreef hij ook niet in Ons Vaderland, het dagblad van de Fronters, maar werd redacteur van De Standaard, die nauw aanleunde bij de Vlaamsgezinde vleugel van de Katholieke partij. Heel zijn leven lang had Dosfel een fundamenteel christelijke overtuiging. Zo verklaarde hij "dat een Vlaams (Nederlandstalig) Vlaanderen, dat geen katholiek Vlaanderen zou zijn, voor hem geen waarde had".
In 1922 huwde hij jeugdleidster Angela Tysmans. Het paar kreeg een dochter, maar Dosfel overleed nog voor het kind een jaar oud was. De studiedienst van de Vlaams-nationalistische partij Volksunie werd het Dosfel-instituut genoemd en Arthur De Bruyne schreef een biografie met als titel: Lodewijk Dosfel : een levensverhaal.

## Werken
- Gedichten (1900)
- Schets van het Belgisch Handelsrecht (1901)
- Kern van het Burgerlijk Wetboek (1903)
- Verzamelde gedichten en opstellen (1907)
- Joas (bijbels spel, 1908)
- Wereldeinde (1908)
- De Belgische wetten op het gebruik der Nederlandsche taal (1910)
- Cyriel Verschaeve (essay, 1920)
- Ten aanval (treurspel, 1921)
- Verzameld werk (1927-1933)

## Trivia
- De studiedienst van de Vlaams-nationalistische partij Volksunie werd het Dosfel-instituut genoemd.
- De weduwe van Dosfel behoorde tot de stichters van het Vlaams Blok.

- Biografisch Portaal: 33066233
- Digitale Bibliotheek voor de Nederlandse Letteren: dosf001
- Gemeinsame Normdatei: 1053565909
- International Standard Name Identifier: 0000 0003 9573 0913
- Library of Congress Control Number: n2006083408
- MusicBrainz: 8e564a63-77a9-4f55-957b-20d9535f9528
- Nederlandse Thesaurus van Auteursnamen: 068434243
- Virtual International Authority File: 290512631
- WorldCat: E39PBJkXpxQKjbXmCxyw9TMMfq